# Hard bop
El hard bop es un estilo musical del jazz que se desarrolló desde mediados de la década de los cincuenta hasta mediados de los sesenta del siglo XX; cronológicamente, sigue al cool y precede a las vanguardias jazzísticas (en concreto, al free jazz y jazz modal). En su momento recibió también la denominación de East Coast jazz, por oposición al West Coast jazz.

## Orígenes
El cool y el West Coast jazz tomaron algunas de las innovaciones del bebop pero, en líneas generales, se desarrollaron desde caminos más cercanos a la música europea y a las formas más vanguardistas del swing. Por ello, muchos músicos negros, especialmente en la Costa Este de los EE. UU., se sienten ajenos a estos estilos y reaccionan contra lo que consideran una nueva usurpación de su música, como ya ocurriera en los años treinta. 
Con el fin de revitalizar/virilizar el jazz, su preocupación va a oscilar, de un extremo a otro, desde una mezcla reactualizada del góspel y los blues, que dará lugar a un estilo (dentro del jazz) denominado funky o soul, hasta una forma revisada del bebop, mediante un regreso al expresionismo. Desde esta perspectiva, no es posible disociar el hard bop del funky jazz.  
Uno de los primeros músicos asociados con el hard bop fue Miles Davis, junto con los músicos que le acompañaron en el Miles Davis Quintet: John Coltrane, Cannonball Adderley, Red Garland, Philly Joe Jones, Paul Chambers y Milt Jackson. También, por supuesto, Sonny Rollins. Pero es entre 1953, con la creación de los Jazz Messengers de Art Blakey, y 1954, con la aparición de los quintetos de Horace Silver y Clifford Brown - Max Roach , cuando realmente podemos situar el punto de partida de estas dos tendencias indisociables que conforman el Hard bop. Un buen número de intérpretes del norte (Detroit, Chicago...) y del este de Estados Unidos quedaron encuadrados en este estilo: Kenny Burrell, Pepper Adams, Bobby Timmons, Reginald Workman, Paul Chambers, Donald Byrd, Tommy Flanagan...

## Características

### Características musicales
En el repertorio hard bop se percibe por lo tanto una fuerte influencia del jazz y soul, siendo notable los temas basados en sus respectivas estructuras armónicas. La utilización de licks de blues sobre todo tipo de acordes se consolida como lugar común, continuando la tradición iniciada por Charlie Parker.
- Melódicamente el hard bop es la lógica continuación del bebop.[2] El lenguaje melódico de Parker se generaliza a todos los improvisadores; esto es, el uso melódico de las extensiones superiores en los acordes, la alteración sistemática de los dominantes y un uso extensivo de la quinta disminuida sobre los acordes mayores,[3] si bien se puede observar un mayor énfasis en la verticalidad de las improvisaciones.[4]

- Armónicamente, las progresiones se hacen más complejas al menos en dos sentidos. En primer lugar se amplia el tipo de modulación con movimientos abruptos. John Coltrane es un claro ejemplo de esto, como se aprecia en grabaciones clásicas de esta corriente como Blue Train y Giant Steps. En segundo lugar, en los propios heads, y en el comping de los pianistas, los voicings poseen una mayor riqueza en extensiones, frente a una forma más escueta de armonías y voicings del bebop.[5]

- El fraseo retoma la fuerza del bebop, volviéndose a generalizar los stacattos en el contratiempo, frente al fraseo más legato del cool.

- La instrumentación sigue los patrones clásicos del bebop: Quintetos (con trompeta y saxofón) y tríos especialmente, aunque, por supuesto, podemos encontrar ejemplos de casi cualquier formación.

- Las secciones rítmicas son más homogéneas y ligeras que en el bebop, haciendo un especial hincapié en el rigor del tiempo.

### Características sociales
En cuanto al entorno social en que nace el hard bop, es conveniente recordar que la posguerra fue una época socialmente represiva en Estados Unidos y que las ideologías progresistas se ven marginadas a círculos muy concretos. En este contexto, el jazz entra en contacto con estos círculos en los locales nocturnos donde tocan los músicos desplazados de los circuitos comerciales y ese contacto supone un empuje en la búsqueda de la ruptura con el swing. Es importante señalar, que esta relación jazz-política será permanente durante la historia del bop, llegando a su máximo exponente con la aparición del free jazz.
En esta línea, la música del hard bop se enorgullece de ser negra y se inspira claramente en el movimiento de derechos civiles. El baterista Art Blakey describió el hard bop como el movimiento de vuelta a los orígenes.

## Evolución del estilo
Durante los años 50 y comienzo de los 60, el hard bop osciló entre sus dos tendencias indisociables, tal como ya queda dicho, y según la querencia de cada músico.
A partir de la mitad de los años 60, aparece una nueva ola de hard-boppers, mucho más maleables, que van a asimilar los hallazgos modales, del free jazz y, más tarde, del jazz rock. Entre ellos, Eric Dolphy, Wayne Shorter, Roland Kirk, Randy Weston, Joe Zawinul, etc.
Tras el apogeo de las vanguardias, y a partir de 1975, el hard bop tiene un fuerte revival de la mano de los llamados grupos VSOP, bandas all stars que desarrollan una versión mainstream del bop, adusta y ajustada a los patrones clásicos del género. A la cabeza de ellos, Herbie Hancock, Terence Blanchard y, sobre todo, Wynton Marsalis.

## Principales representantes del estilo
- Los últimos cinco discos que grabó el Miles Davis Quintet para el sello Prestige Records (Miles, Cookin, Relaxin, Workin y Steamin) devolvieron al jazz el blues y la improvisación que el cool había eliminado. Rompieron con este estilo y consiguieron diferenciarse del resto de grupos gracias al estilo disperso e introspectivo de Davis y al vibrante sonido de Coltrane. La prensa los proclamó los salvadores del jazz.

- Otra asociación musical es fundamental para el desarrollo del hard bop: la del pianista Thelonious Monk con John Coltrane. El sonido que desarrolló Coltrane con la ayuda de Monk fue lo que revolucionó la música jazz: un estilo de interpretación que utilizaba grupos de notas, y no una nota cada vez.

- Max Roach
- Cannonball Adderley
- Art Blakey
- Clifford Brown
- Wes Montgomery
- Kenny Burrell
- Donald Byrd
- Paul Chambers
- Sonny Clark
- Lou Donaldson
- Miles Davis
- Kenny Drew
- Red Garland
- Benny Golson
- Dexter Gordon
- Johnny Griffin
- Freddie Hubbard
- Philly Joe Jones
- Jackie McLean
- Blue Mitchell
- Hank Mobley
- Lee Morgan
- Sonny Rollins
- Horace Silver
- Stanley Turrentine
- Freddie Redd

## Selección discográfica
- Miles Davis and The Modern Jazz Giants (Original Jazz Classics), 1954.
- Clifford Brown & *Max Roach, Study in Brown (EmArcy / Polygram), 1955.
- Johnny Griffin, A Blowin' Session (Blue Note), 1957.
- John Coltrane, Blue Train (Blue Note), 1957.
- Art Blakey & The Jazz Messengers, Moanin' (Blue Note), 1958.
- John Coltrane, Giant Steps (Atlantic), 1959.
- Lee Morgan, The Sidewinder (Blue Note), 1963.